# Communauté d'agglomération du pays de l'Or
La Communauté d'agglomération du pays de l'Or es una estructura intermunicipal francesa, situada en el departamento de Hérault y la región Occitania.

## Composición
La Communauté d'agglomération du pays de l'Or se compone de 8 municipios:
1. Mauguio
2. Candillargues
3. La Grande-Motte
4. Lansargues
5. Mudaison
6. Palavas-les-Flots
7. Saint-Aunès
8. Valergues